# Seznam častnih občanov Občine Kamnik
Seznam častnih občanov občine Kamnik
V Kraljevini SHS in Kraljevini Jugoslaviji so postali častni kamniški občani:
- Rudolf Maister, častni meščan 1924
- Oton Župančič, častni meščan 1928
- Josip Nikolaj Sadnikar, častni občan 1937

Po drugi svetovni vojni so v socialistični Jugoslaviji postali častni občani občine Kamnik:
- Josip Broz Tito, častni občan 1953
- Edvard Kardelj, častni občan 1969
- France Stelé, častni občan 1971
- Franc Leskošek, častni občan 1981
- Miha Marinko, častni občan 1981

Občina Kamnik je po osamosvojitvi Slovenije od leta 1990 dalje podelila naziv častnega občana naslednjim zaslužnim rojakom:
- Emilijan Cevc, častni občan 1990
- Tone Cerer, častni občan 1996
- Viktor Mihelčič, častni občan 1997
- Jože Berlec, častni občan 2000
- Cene Matičič, častni občan 2001
- Stane Gabrovec, častni občan 2002
- Nikolaj (Niko) Sadnikar in Viktor Repanšek častna občana 2003
- Samo Vremšak, častni občan 2004
- Mirko Juteršek, častni občan 2007
- Tomaž Humar, častni občan 2010
- France Tomšič, častni občan 2011
- Aleksander Doplihar, častni občan 2012